# Vredesakkoord van Lusaka

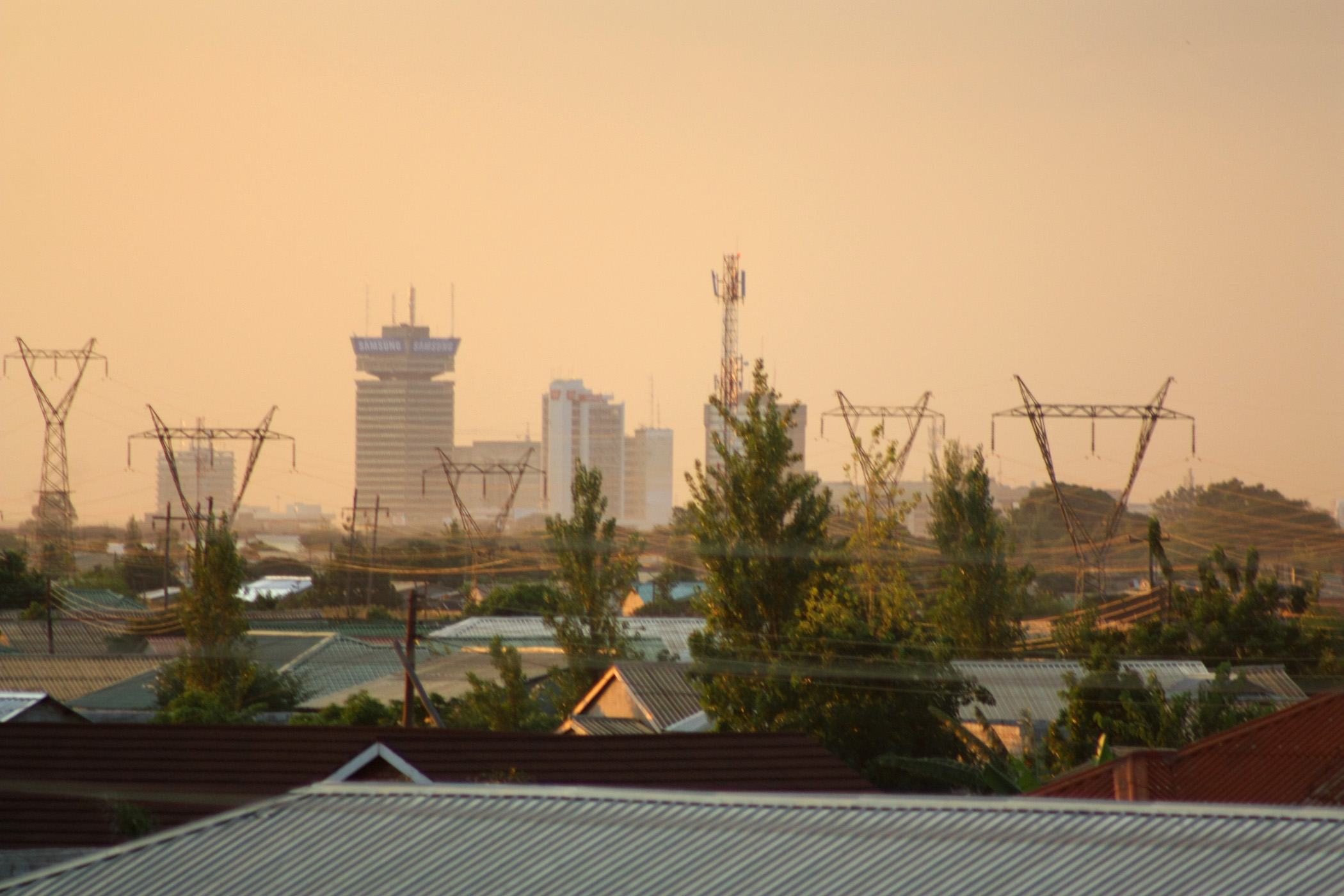
Lusaka (Zambia).

Het vredesakkoord van Lusaka, ondertekend op 10 juli 1999 in Lusaka, Zambia, had als doel de Tweede Congolese Burgeroorlog te beëindigen. Dit akkoord trachtte dit te bereiken door middel van een staakt-het-vuren, de vrijlating van krijgsgevangenen en de inzet van een internationale vredesmacht onder toezicht van de Verenigde Naties. De staatshoofden van Angola, de Democratische Republiek Congo, Namibië, Rwanda, Oeganda, Zambia en Zimbabwe waren de ondertekenaars van dit akkoord.

## Onderhandeling

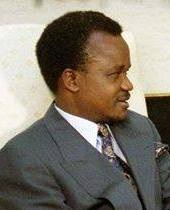
Frederick Chiluba

Vertegenwoordigers van de Ontwikkelingsgemeenschap van Zuidelijk Afrika, de Organisatie van Afrikaanse Eenheid en de Verenigde Naties verzamelden zich in Lusaka en formuleerden de wapenstilstandsovereenkomst tussen 21 en 27 juni 1999. Daarna kwamen de ministers van Defensie en Buitenlandse Zaken van de betrokken conflictpartijen samen van 29 juni tot 7 juli om deze overeenkomst te bespreken.
De rol van de Zambiaanse president Frederick Chiluba was van groot belang bij de ondertekening van de overeenkomst, aangezien hij fungeerde als voorzitter van het Regionaal Initiatief voor Vrede in de Democratische Republiek Congo.

## Verdragsvoorwaarden
Binnen de overeenkomst, specifiek in Artikel I, clausule 2, onderdeel c, stemden alle betrokken partijen ermee in om alle militaire operaties te staken binnen 24 uur na de ondertekening ervan. Artikel I legde tevens een verbod op verdere militaire verplaatsingen en de overdracht van wapens naar het strijdtoneel, en drong erop aan dat alle naties de mensenrechten respecteerden en de burgerbevolking beschermden. In Artikel III werd bepaald dat alle krijgsgevangenen onmiddellijk zouden worden vrijgelaten volgens clausule 8, en het Internationale Rode Kruis kreeg de taak om hulp te bieden aan gewonden volgens clausule 9.
Bovendien werd in Artikel 11 aangedrongen op de inzet van een VN-vredesmacht conform Hoofdstuk VII van het Handvest van de Verenigde Naties. Het document vroeg ook de Organisatie van Afrikaanse Eenheid (OAE) om een tijdelijke vredesmacht op te zetten om militante groeperingen te bestrijden tot de komst van de VN-troepenmacht. In 2003 werden deze bepalingen bekritiseerd door Mwesiga Laurent Baregu en Chris Landsberg van de Internationale Vredesacademie. Zij stelden dat de OAE overweldigd was en dat de Zuidelijk-Afrikaanse Ontwikkelingsgemeenschap (SADC) beter gepositioneerd was om met deze last om te gaan.

## Implementatie
Op 15 juli 1999 bracht de secretaris-generaal van de Verenigde Naties een rapport uit waarin hij het voorstel deed om een waarnemersmissie in de Democratische Republiek Congo (DRC) te ontplooien. Op 23 juli kondigde het Amerikaanse ministerie van Buitenlandse Zaken zijn steun aan voor een vredesmissie in de regio. Op 1 augustus zette de MLC (Beweging voor de Bevrijding van Congo) haar handtekening onder de overeenkomst, terwijl vijf dagen later de Veiligheidsraad van de Verenigde Naties Resolutie 1258 goedkeurde. Deze resolutie riep op tot de inzet van militair verbindingspersoneel in de hoofdsteden van de partijen die het staakt-het-vuren hadden ondertekend, en stelde tevens een Gezamenlijke Militaire Commissie in om toezicht te houden op de uitvoering ervan.
Op 31 augustus volgde de rebellengroep Congolese Rally voor Democratie (RDC) door de overeenkomst te ondertekenen. De oprichting van de VN-missie in de Democratische Republiek Congo (MONUC) werd bekrachtigd door de Veiligheidsraad in Resolutie 1273, die werd aangenomen tussen 5 november en 15 januari 2000. Een verdere verlenging van het mandaat tot 1 maart 2000 vond plaats door Resolutie 1279, aangenomen op 30 november.